# Mountville (Carolina do Sul)
Mountville é uma Região censo-designada localizada no estado norte-americano de Carolina do Sul, no Condado de Laurens.

## Demografia
Segundo o censo norte-americano de 2000, a sua população era de 130 habitantes.

## Geografia
De acordo com o United States Census Bureau tem uma área de
7,3 km², dos quais 7,3 km² cobertos por terra e 0,0 km² cobertos por água.

## Localidades na vizinhança
O diagrama seguinte representa as localidades num raio de 16 km ao redor de Mountville.